# Stipa tenuifolia
Stipa tenuifolia är en gräsart som beskrevs av Ernst Gottlieb von Steudel. Stipa tenuifolia ingår i släktet fjädergrässläktet, och familjen gräs. Inga underarter finns listade i Catalogue of Life.

## Bildgalleri

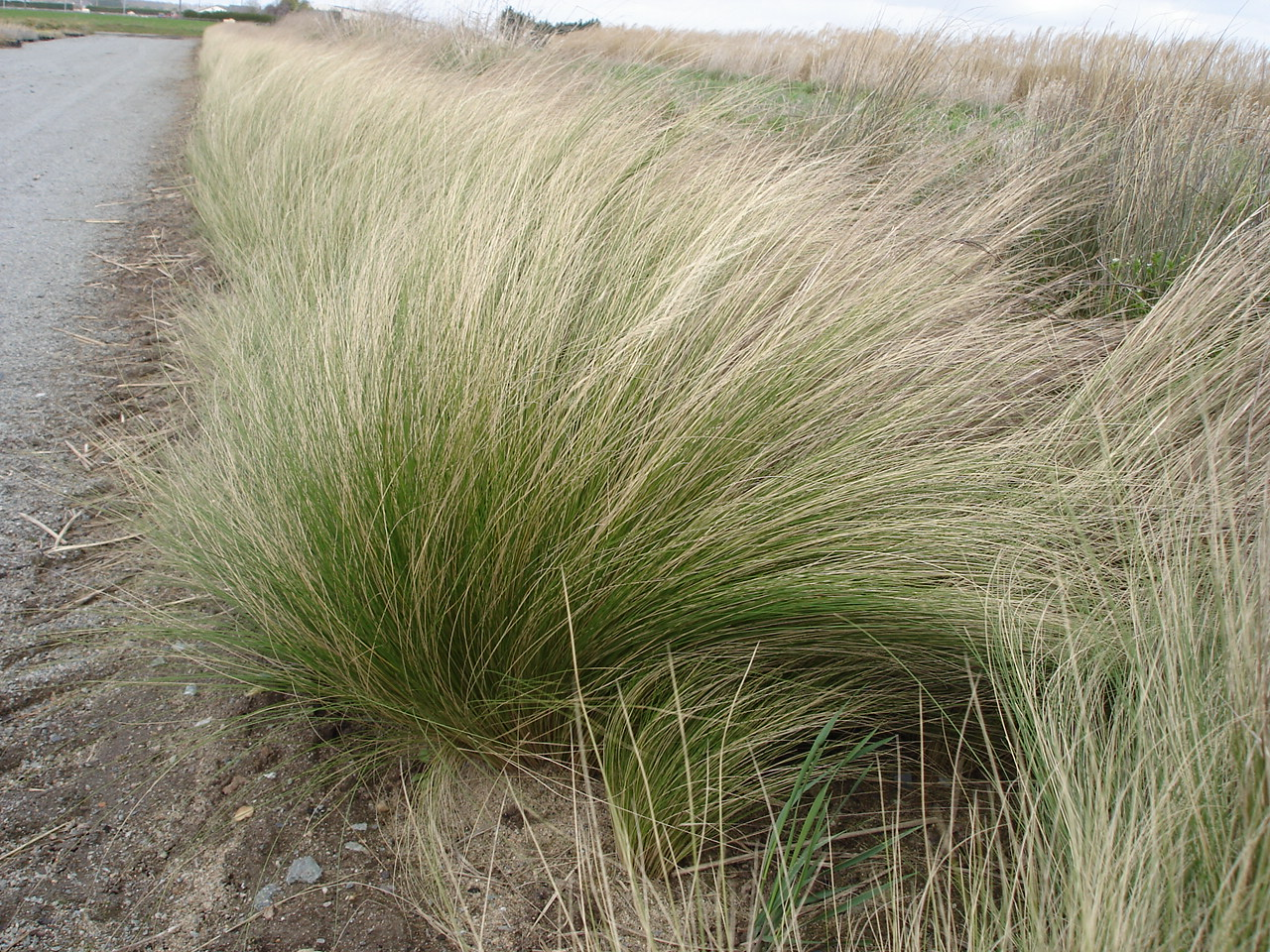
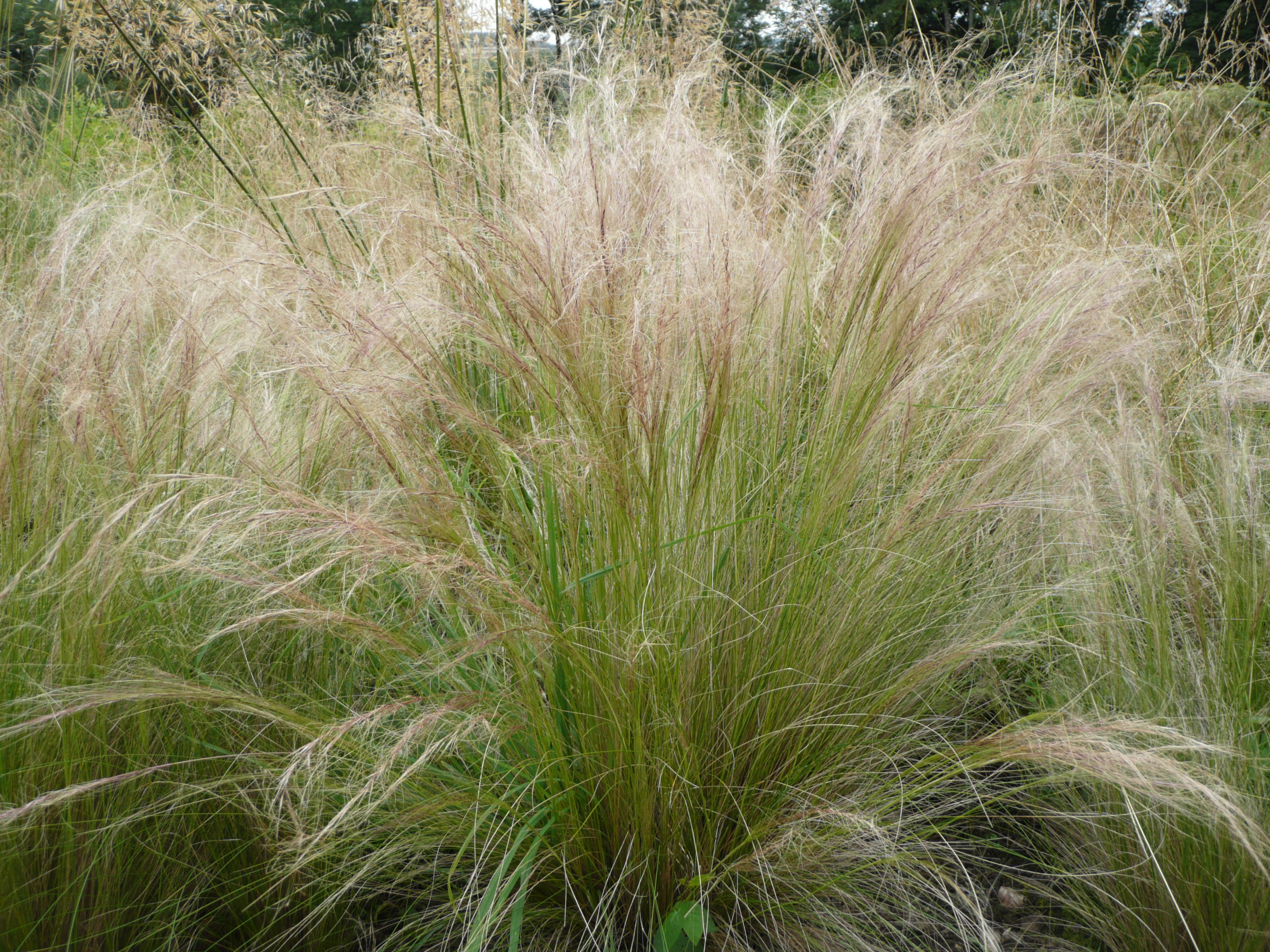
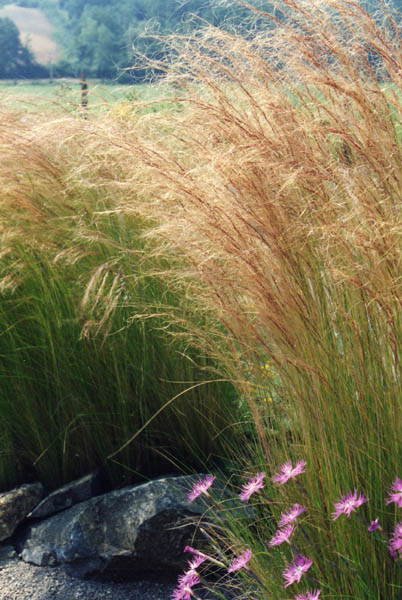
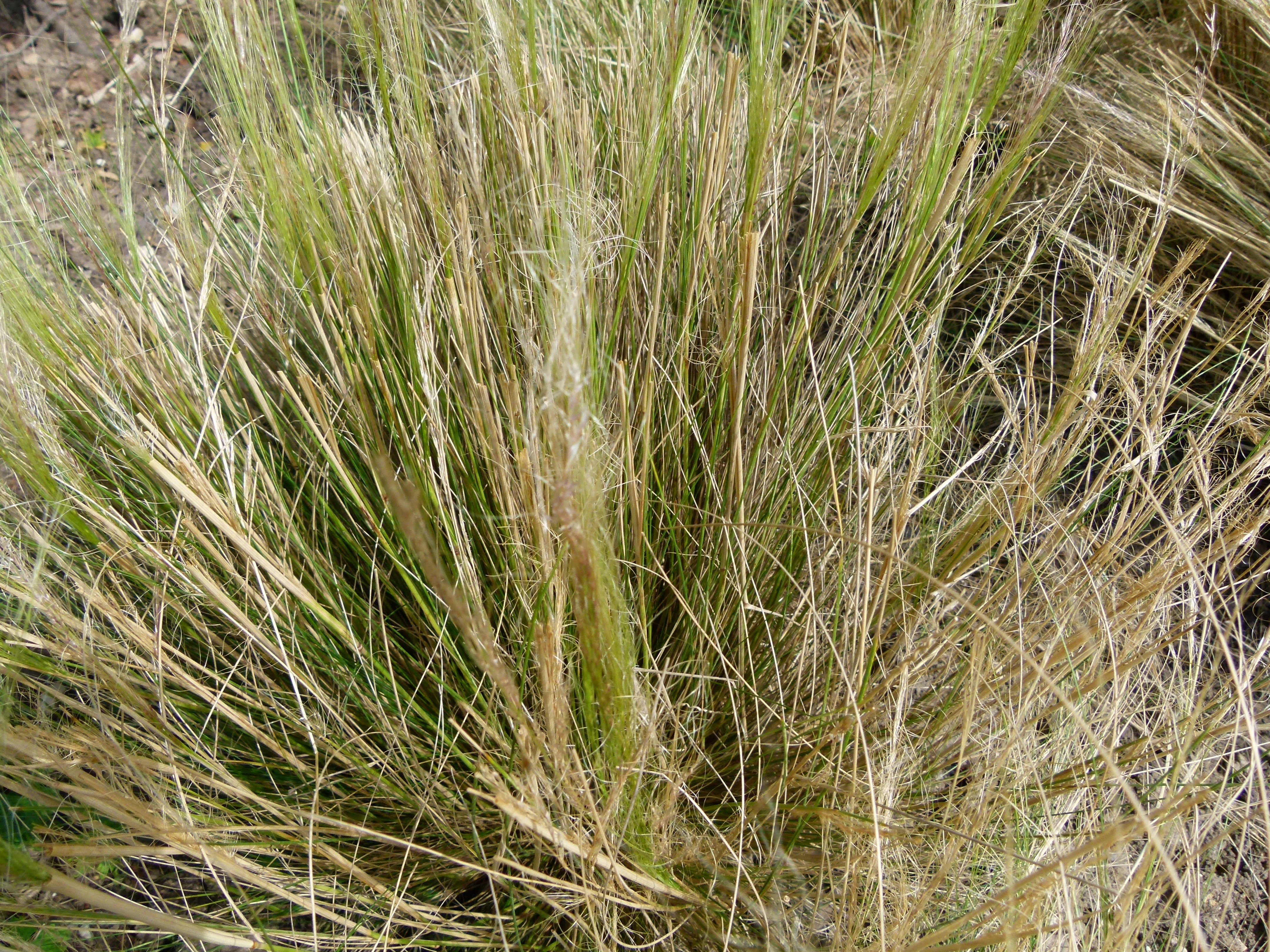